# معركة غارد هيل
معركة غارد هيل،(بالإنجليزية: Battle of Guard Hill)‏أو معركة كروكد رن، أو معركة فرونت رويال معركة وقعت في 16 أغسطس، 1864 ، في مقاطعة وارن بولاية فرجينيا كجزء من الحرب الأهلية الأمريكية ، ووفقا للتبارير فإن أعداد قوات الاتحاد الفائقة وقيادته الممتازة أسهمت في النصر علي مشاة الكونفدرالية ، وأثبتت المعركة أنها تمثل نقطة تحول في حملة شيناندواه فالي .  

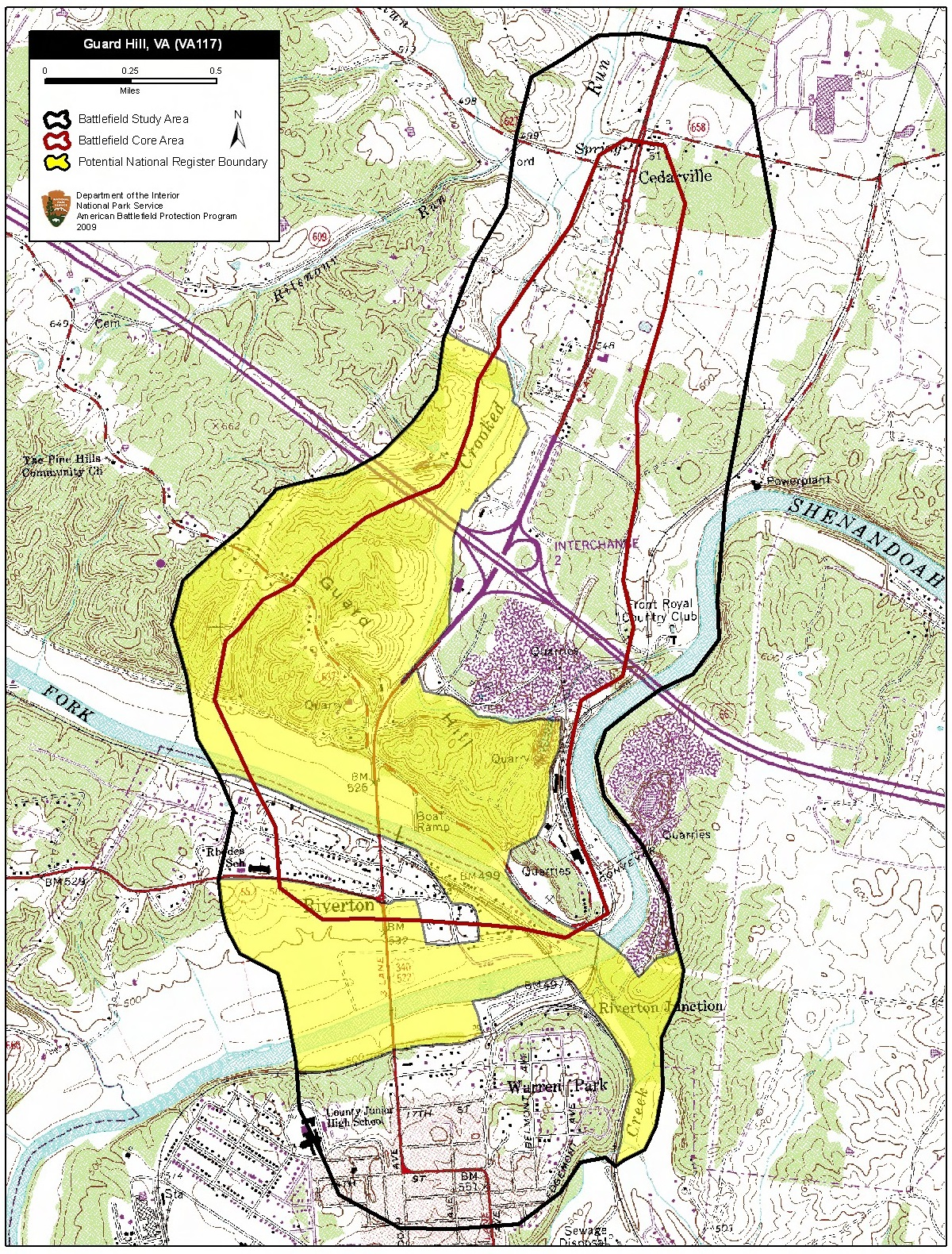
خريطة لخليج جارد هيل باتلفيلد برنامج حماية ساحة المعركة الأمريكية.

## روابط خارجية
- ملخص معركة خدمة الحديقة الوطنية
- تحديث تقرير CWSAC